# كريستيان دي والدن
كريستيان دي والدن (بالإيطالية: Christian De Walden)‏ هو ملحن ومنتج أسطوانات وكاتب أغاني إيطالي، ولد في 12 سبتمبر 1946.

## وصلات خارجية
- الموقع الرسمي
- كريستيان دي والدن على موقع IMDb (الإنجليزية)
- كريستيان دي والدن على موقع ميوزك برينز (الإنجليزية)
- كريستيان دي والدن على موقع ديسكوغز (الإنجليزية)